# Georg Müller (Historiker)
Georg Müller (* 5. August 1893 in Kassel; † 26. Mai 1978 in Bielefeld) war ein deutscher Historiker, Germanist, Philosoph und Pädagoge. Er gründete in Bethel die Friedrich-von-Bodelschwingh-Schule, die er von 1925 bis 1959 leitete.

## Leben und Wirken
Georg Müller wuchs in Kassel als Sohn eines Kaufmanns auf. In seiner Jugend war er Führer der Jugendbewegung «Wandervogel». In Jena, später in Marburg studierte er Deutsch, Geschichte und Geografie und schloss im Sommer 1920 mit der Staatsprüfung ab; später folgte noch eine Erweiterungsprüfung in Philosophischer Propädeutik. Nach Ausbruch des Ersten Weltkrieges meldete er sich am 5. August 1914 als Kriegsfreiwilliger für das Heer. Bei der Zweiten Flandernschlacht geriet er 1917 in englische Gefangenschaft, aus der er 1919 entlassen wurde.
1921 heiratete er Johanna Dombois. Anfang 1923 promovierte er bei dem Marburger Philosophen Paul Natorp mit einer Arbeit „Über das geschichtliche Verstehen“. Im gleichen Jahr folgte er einem Ruf nach Bethel zum Ausbau der dortigen Mittelschule. Zu Ostern 1925 gründete er die Friedrich-von-Bodelschwingh-Schule, eine sechsstufige Aufbauschule für Jungen mit angeschlossenem Schülerheim. Diese evangelische Schule erlangte mit ihrer Reformpädagogik einen überregionalen Ruf.
Über den Betheler Theologen Georg Merz bekam Georg Müller Zugang zur Dialektischen Theologie. 1927 lehnte er eine Berufung zum Leiter der neuen, von Kultusminister Becker geförderten Pädagogischen Akademie Frankfurt (Oder) ab. In den Jahren 1932/33 war er Berater des Bezirkskommissars für den freiwilligen Arbeitsdienst. 1933 nahm er als Synodaler an der Westfälischen Provinzialsynode und der Westfälischen Bekenntnissynode teil. In zahlreichen Vorträgen kämpfte er gegen die unkritische Verherrlichung germanischer Religiosität.
Zum Leiten der Friedrich-von-Bodelschwingh-Schule kam im Jahr 1934 eine Dozententätigkeit für Philosophie und Geistesgeschichte an der Kirchlichen Hochschule Bethel hinzu, die er 21 Jahre lang innehatte. Das gleiche Fach lehrte er von 1946 bis 1948 an der Pädagogischen Akademie Bielefeld. 1950 veröffentlichte er diese Vorlesungen unter dem Titel „Last und Trost der deutschen Geschichte“. Am Zweiten Weltkrieg nahm er 1939/40 als Reserveoffizier teil.
Sein Buch „Last und Trost der deutschen Geschichte“ nahm wesentliche Anregungen aus einem Werk Eugen Rosenstock-Huessys auf, „Die Europäischen Revolutionen oder: Der Charakter der Nationen“. Das brachte ihm die lebenslange Freundschaft mit dessen Autor ein, was viele von Müllers wissenschaftlichen Veröffentlichungen in den 1950er und 1960er Jahren beeinflusste. Zugleich beschäftigte er sich auch intensiv mit anderen Sprachdenkern wie Franz Rosenzweig, Martin Buber, Hans Ehrenberg und Ferdinand Ebner. 1963 war er Mitbegründer der Eugen-Rosenstock-Huessy-Gesellschaft, die er als Präsident bis zu seinem Tod im Jahr 1978 leitete.
Seine umfangreichen Werke wurden nach seinem Tode mit Teilen aus seinem Nachlass in das Eugen-Rosenstock-Huessy-Archiv in Bethel aufgenommen.
Georg Müller ist Vater des Ökologen Dieter Mueller-Dombois von der Universität Honolulu (Hawaii), des Lautenisten Eugen Müller Dombois an der Schola Cantorum Basiliensis, des Flötisten und Musikwissenschaftlers Richard Müller-Dombois, Hochschule für Musik Detmold, sowie des Architekten Wolfram Müller-Dombois in Berlin. Der wohl einflussreichste Schüler Georg Müllers war der Historiker und Pädagoge Karl Heinz Potthast.

## Schriften
- Vom Sinn einer evangelischen Schule, Chr.-Kaiser-Verlag, München 1931.
- Wunschbilder und Wirklichkeit germanischer Religion, hrsg. vom Evangelischen Presseverband für Westfalen, 1934.
- Zeugnisse germanischer Religion, Chr.-Kaiser-Verlag, München 1935.
- Biblische Wurzeln unseres Geschichtsverständnisses, Heilmann-Verlag, Hamburg 1949.
- Last und Trost der deutschen Geschichte, Eilers-Verlag, Bielefeld 1950.
- Aus dem Leben einer evangelischen Oberschule, in der Reihe: Die Bibel in Schule und Leben, Heilmann-Verlag, Hamburg 1950.
- Goethe und die deutsche Gegenwart, Luther-Verlag, Bielefeld 1955.
- Pädagogische Beiträge. 1960 (darin auch eine umfassende Bibliographie mit den insgesamt 129 Veröffentlichungen Georg Müllers)

- des Weiteren: ca. 50 Artikel für verschiedene Zeitschriften aus den Bereichen Geschichte, Philosophie und Pädagogik

Herausgeberschaften
- Eugen Rosenstock-Huessy Das Geheimnis der Universität. Wider den Zerfall von Zeitsinn und Sprachkraft, Kohlhammer-Verlag, Stuttgart 1958.
- Eugen Rosenstock-Huessy: Ja und Nein. Autobiographische Fragmente, Verlag Lambert Schneider, Heidelberg 1968.